# Marine Lorphelin
Marine Lorphelin (Mâcon, Saona y Loira; 16 de marzo de 1993) es una modelo francesa, coronada Miss Francia 2013. Representó a Francia en el certamen de Miss Mundo 2013, donde resultó primera finalista.

## Educación
Lorphelin asistió al College Bréart y al Lycée Lamartine en Mâcon. Sus aficiones son la pintura, el arte y la moda. Se graduó con los más altos honores en 2011 de la escuela secundaria con un enfoque en ciencias y fue admitida en la Universidad Claude Bernard-Lyon I.
En 2018, Lorphelin cursaba su primer año de residencia en medicina familiar en París.

## Miss Francia
La ganadora del título de Miss Bourgogne 2012, Marine Lorphelin fue coronada Miss Francia 2013 por la ganadora del año anterior Delphine Wespiser en la gran final de la 66.ª edición del certamen de belleza Miss Francia en el Zenith de Limoges, el 8 de diciembre de 2012.
Como Miss Francia, Marine Lorphelin ha promovido dos causas: la salud infantil y la donación de órganos. Ha firmado documentos que expresan su deseo de que sus órganos sean donados post mortem a los necesitados, ha corrido en el Maratón de París 2013 y ha realizado numerosas tareas peligrosas en el programa Fort Boyard para recaudar 18.000 euros para Mecenat Chirurgie Cardiaque, una organización benéfica francesa que recauda dinero para los trasplantes de corazón de niños que padecen enfermedades cardíacas. Para lograrlo, tuvo que realizar tareas como puenting, andar en bicicleta bajo el agua y bucear en agua helada para descubrir pistas sobre el premio. Participó en el programa por segunda vez en junio de 2014.
Lorphelin también ha participado dos veces en el torneo Mot de Passe (la versión francesa de Million Dollar Password) y una vez en el Qui veut gagner des millones?, ganando 48.000 euros en este último destinados a combatir el sida.

## Miss Mundo
Lorphelin fue la primera finalista en Miss Mundo 2013, un certamen de belleza que se llevó a cabo en Indonesia, entre 131 concursantes. Como la candidata europea con la puntuación más alta, también ganó el título de Miss Mundo Europa.
Antes de la final, fue seleccionada como la primera finalista de Miss Beach Beauty Fashion, la segunda finalista en la competencia Miss Top Model, terminó en el sexto lugar para Miss Beauty with a Purpose, y fue elegida como mejor diseñadora de vestuario mundial (Spectacular Evening Wear).